# Euspilotus minutus
Euspilotus minutus är en skalbaggsart som först beskrevs av J. E. Leconte 1844.  Euspilotus minutus ingår i släktet Euspilotus och familjen stumpbaggar. Inga underarter finns listade i Catalogue of Life.